# Callirhipis hoodi
Callirhipis hoodi là một loài bọ cánh cứng trong họ Callirhipidae. Loài này được Saunders miêu tả khoa học đầu tiên năm 1934.